# Odo australiensis
Odo australiensis är en spindelart som beskrevs av Hickman 1944. Odo australiensis ingår i släktet Odo och familjen taggfotsspindlar. Inga underarter finns listade i Catalogue of Life.